# Solarisation
Solarisation och pseudosolarisation är två olika effekter vid fotografering respektive fotoframkallning. 
Solarisation kallas den effekt som gör att en films svärtningskurva vänder efter en viss ljusintensitet och en ökad exponering gör att svärtningen av det fotografiska materialet minskar. Olika filmmaterial reagerar här olika. Orsaken till detta är delvis okänd.
Solarisationen upptäcktes av Nicéphore Niépce så tidigt som 1834, det vill säga innan konsten att fotografera hade kommit igång..

## Sabattier-effekt (pseudosolarisation)
Sabattier-effekt är en mörkrumsteknik, som används vid konstnärlig fotoframkallning och oftast är en svartvit konstart. Effekten åstadkoms i sin enklaste form genom att en delvis framkallad svartvit bild belyses ett kort ögonblick och sedan slutframkallas. Resultatet blir en bild som samtidigt är både positiv och negativ .
Solarisationsförloppet är svårt att kontrollera då mekanismerna inte är helt klarlagda. En svensk fotograf som tidigt arbetade med solarisationseffekten är Pär Lundqvist.

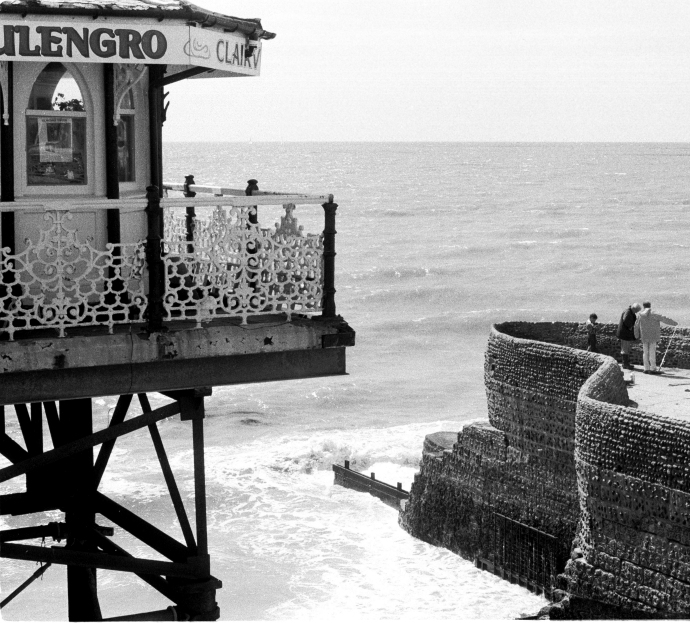
Normalt avtryck av negativet

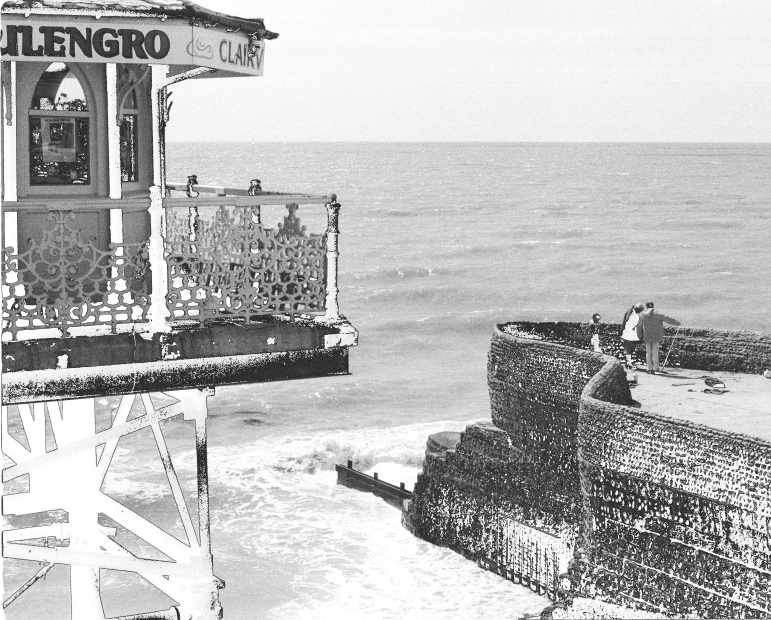
Pseudosolariserat avtryck